# René Dubos
René Jules Dubos (Saint-Brice-sous-Forêt, 20 febbraio 1901 – New York, 20 febbraio 1982) è stato un biologo e filosofo francese naturalizzato statunitense, microbiologo, patologo sperimentale, ambientalista e umanista.

## Biografia

### Pensiero
Gli fu conferito il Premio Pulitzer, in qualità di autore che incarna le qualità del moderno uomo rinascimentale. Dedicò gran parte della sua vita professionale allo studio empirico delle malattie microbiche e all'analisi dei determinanti ambientali e sociali che influenzano il benessere delle persone. La sua ricerca pionieristica nell'isolamento di sostanze antimicrobiche derivanti da alcuni microrganismi del suolo portò alla scoperta di importanti antibiotici, tra i quali la gramicidina. Effettuò ricerche originali e scrisse su molti argomenti: sulla tubercolosi, sulla polmonite, sui meccanismi dell'immunità acquisita, sulla suscettibilità naturale e sulla resistenza alle infezioni.
Negli ultimi anni, Dubos esplorò l'interconnessione dei fattori ambientali con la salute e con lo sviluppo fisico, mentale e spirituale dell'umanità e divenne uno dei più significativi pensatori nell'ambito dell'ambientalismo. I principi fondamentali della sua filosofia umanistica sono i seguenti: i problemi globali sono condizionati da eventi e scelte effettuati a livello locale (Dubos coniò il famoso motto ambientalista: "Think globally, act locally" - Pensa globalmente, agisci localmente), l'evoluzione sociale ci consente di ripensare alle azioni sociali in modo da poter cambiare direzione per avere un ambiente ecologicamente più equilibrato, si può guardare al futuro con ottimismo perché la vita e la natura umana sono flessibili e gli uomini sono diventati più consapevoli dei pericoli insiti nelle forze naturali e nelle attività umane, e possono trarre beneficio dai successi applicando ciò che hanno imparato per risolvere gli altri problemi ambientali che si presentano. Inoltre l'elemento fondamentale delle malattie non sono tanto le infezioni, quanto gli stress, endogeni o esogeni, che mutano la resistenza dell'organismo. In sintesi, scoprì una serie di sostanze presenti nei tessuti che si rivelarono decisive per lo sviluppo e la diffusione dei bacilli, e notò che il microambiente circostante un'infiammazione può incidere sul decorso dell'infezione; Dubos intuì che anche elementi ambientali, quali la dieta, il clima, le tossine, hanno un peso sull'infezione e sulla malattia; infine, proprio nell'ultimo periodo della sua ricerca, coniò la definizione di "freudismo biologico", con la quale correlò le influenze ambientali precoci e la resistenza a diversi stress.

### Vita
René Jules Dubos nacque il 20 febbraio 1901 nella città francese di Saint-Brice-Sous-Forêt nella regione agricola dell'Île-de-France, a nord di Parigi. All'età di otto anni due eventi quali una forte miopia e una grave febbre reumatica condizionarono il corso della sua vita spingendolo ad abbandonare il sogno di diventare un campione sportivo e indirizzandolo verso gli studi intellettuali. A quattordici anni venne illuminato da un saggio di Hippolyte Taine che descriveva la capacità di trasformazione dell'ambiente.
Dopo aver studiato al Collège Chaptal, si diplomò presso l’Institut National Agronomique di Parigi, trovò inizialmente lavoro a Roma presso la Società delle Nazioni dove si occupò di agricoltura. Durante una tipica giornata di sole romana, mentre era seduto nei giardini del Palatino, per revisionare alcuni lavori su delle nuove tecniche agricole, che avrebbe dovuto poi applicare in Indocina in un suo successivo viaggio, lesse per caso un lavoro del biologo russo Sergei Winogradsky, sulla lotta tra batteri, nel terreno. In questo lavoro, il biologo russo, affrontava il problema pedologico, applicando la teoria della selezione naturale del biologo inglese Charles Darwin, ai batteri. Fu come una folgorazione per R. Dubos, infatti prese la decisione di studiare microbiologia. La fortuna lo assistette, poiché durante una vacanza negli Stati Uniti paese che aveva sempre voluto visitare, incontrò casualmente sulla nave il grande biologo russo Selman Abraham Waksman, vincitore del premio nobel per l'identificazione della streptomicina, di ritorno da un congresso in Europa, il quale seppe da R. Dubos l'intenzione di laurearsi in Biologia specializzandosi in Microbiologia, immediatamente gli offrì una borsa di studio. Tre anni dopo, non tornando più in Francia,  si laureò presso la Rutgers University nel 1927. La sua dissertazione di laurea trattava le modalità secondo le quali differenti organismi del suolo viventi in diversi ambienti decompongono la cellulosa. Le sue osservazioni relative all'attività biologica di microbi simili viventi in ambienti diversi più tardi furono estese al dibattito sui temi ecologici globali. Dopo essere stato membro dell'Istituto Internazionale di Ricerca Medica a Roma (1927-1928), Dubos entrò a far parte del Rockefeller Institute for Medical Research dove svolse la sua intera carriera scientifica con l'eccezione di un periodo di due anni (1942-1944) quando divenne professore di medicina tropicale presso la Harvard University Medical School.
Nel 1942, la morte della prima moglie causata dalla tubercolosi attirò l'interesse di Dubos nello studio degli effetti ambientali sui rapporti tra salute dell'uomo e microrganismi e due anni dopo fondò alla Rockefeller un laboratorio per lo studio della tubercolosi.
Successivamente a tali eventi, R. Dubos intraprese un lungo viaggio che lo portò in tutte le principali metropoli e megalopoli del mondo, dove andò a visitare sia i quartieri ricchi come i più diasagiati, ove in questi ultimi rimaneva impressionato e, rattristato, dalla desolazione e dall'incapacità di poter creare qualche cosa di costruttivo per i bambini.
Notò che ormai, l'essere umano urbano, intasato dallo smog, vivendo in prigioni di cemento o di baracche, stava perdendo i suoi sensi, non sapeva più che gusto aveva il pane appena fatto,  quali erano effettivamente l'odore e il colore dei fiori, poiché quelli presenti nelle aiuole delle città erano tutti falsati e impoveriti. Non aveva idea neanche più di quale fosse il canto degli uccelli, o il rumore dell'acqua che scorre in un ruscello. L'insieme di queste alterazioni sensoriali, avrebbero alla lunga portato a stress eccessivi negli adulti come nei bambini, alla crescita di aggressività tra le persone, alla depressione e disillusione (diceva: anche nelle feste le persone hanno la faccia sempre triste) all'alienazione dei rapporti interpersonali, cercando vie di fuga in stimoli artificiali luminosi, chimici (droghe), sonori etc,. Nello stesso tempo, i danni si sarebbero concentrati sin negli embrioni e nei feti in sviluppo nelle donne in gravidanza, dove lo stato di malessere e stress della madre (sia psichico che fisico), insieme ai vari tipi di insulti ambientali, avrebbero alterato l'ontogenesi del sistema nervoso centrale del feto in sviluppo, creando bambini infelici o almeno meno sereni, sin dalla nascita. Ogni bambino avrebbe diritto a nascere e crescere in un posto sereno, in cui gli stimoli naturali sono quelli preponderanti, meno quelli artificiali. Ancora diceva: Ogni bambino, avrebbe diritto di coesistere con animali e piante, crescendo anche con loro, oltre che con i suoi conspecifici, in questo modo il formarsi di una coscienza biologica-ecologica, sarebbe spontaneo. Inoltre, poiché le malattie, sono probabilmente il risultato del conclamarsi di una ridotta capacità del corpo e della psiche, di saper reagire agli stimoli nocivi ambientali (sia che siano di natura fisica, chimica o biologica) che sin dal concepimento, ingaggiano una battaglia con tutti gli organismi viventi, vegetali, animali (tra cui gli umani), il poter vivere in sistemi quanto più naturali, ci insegna e abitua tutti a saperci adeguare alla dinamicità degli ecosistemi in cui nasciamo, cresciamo, invecchiamo e moriremo, rendendoci più robusti e sani.
Propose di conseguenza, di costruire quelli che lui definì gli Ecourbanoidi, città nelle quali venissero trapiantati interi parti di bosco, corsi d'acqua con animali e piante nei quali le persone potessero ritemprare se stessi, socializzare in ambienti naturali, come diceva lui stesso: "Purificare le proprie anime dalle tossine artificiali", in questo modo, si potevano recuperare mediante stimoli sensoriali naturali, i propri sensi e la propria libertà.
Fu Presidente del Consiglio di amministrazione del René Dubos Center for Human Environment, un'organizzazione non-profit per l'educazione e la ricerca, che gli fu dedicata nel 1980. La mission del Center, che vide come cofondatori William e Ruth Eblen è quella di "assistere la popolazione e i decisori nella elaborazione di politiche per la soluzione di problemi ambientali e la creazione di valori ambientali". Dubos fu attivamente coinvolto nei programmi del Center fino alla sua morte, avvenuta nel 1982.
Dubos fu attivamente impegnato in battaglie per la salvaguardia dell'ambiente, e come esempio basti citare Jamaica Bay a New York, che da luogo di riproduzione di pesci era diventato, a causa dell'inquinamento, un bacino quasi privo di vita; fu proprio Dubos a mobilitare l'opinione pubblica per scongiurare l'ampliamento dell'aeroporto Kennedy e a spingere per migliorare gli impianti di depurazione delle acque consentendo un ritorno sia degli uccelli sia dei pesci alla baia, una cui zona è stata denominata Dubos Point Wetland Park in onore all'ambientalista.
Nel 1998 il René Dubos Center for Human Environment donò una grande parte della biblioteca e degli archivi ambientali alla Pace University. La collezione consiste nei lavori di Dubos e di altri eminenti studiosi dell'ambiente, alcuni dei quali chiosati da Dubos stesso.

## Opere
Gli scritti di Dubos dimostrano come il suo interesse per l'ambiente si sia sviluppato dal contesto dei batteri verso una prospettiva umanistica e sociale. I suoi contributi scientifici e la sua filosofia ambientale sono contenuti nelle sue opere:
- Bacterial and Mycotic Infections in Man (1948)
- Biochemical Determinants of Microbial Diseases (1954)
- Mirage of Health: Utopias, Progress, and Biological Change (1959)
- Pasteur and Modern Medicine (1960)
- Man, Medicine, Environment (1968)
- So Human an Animal (1968; Premio Pulitzer per la saggistica, 1969)
- Only One Earth (1972)
- Wooing of Earth (1980)
- Celebrations of Life (1982).

### Citazioni
"La vita è un'avventura in un mondo dove nulla è statico; dove eventi imprevedibili e scarsamente comprensibili costituiscono rischi che devono essere affrontati e superati, spesso alla cieca ed a costi molto elevati; dove l'uomo stesso, come l'apprendista stregone, ha messo in moto forze che sono potenzialmente distruttive e possono, ad un certo momento, sfuggirgli di mano. Ogni manifestazione dell'esistenza è una risposta a stimoli e sfide che se non trattati in modo adeguato costituiscono delle minacce. Il processo della vita è una interazione continua fra gli individui ed il loro ambiente, che spesso assume la forma di una lotta che sfocia in ferite o malattie. Più l'individuo è creativo e meno può sperare di evitare il pericolo perché la materia stessa della creazione è costruita di reazioni alle forze che tendono a ferire il suo corpo e la sua anima. Una assenza duratura della malattia non è niente altro che un sogno che si richiama all'immagine di un Giardino dell'Eden progettato per il benessere dell'uomo".
"Rimane un sogno inutile, anche se può essere di conforto, immaginare una vita priva di stress e di problemi vissuta in un mondo libero da preoccupazioni.
L'uomo non può sperare di trovare sulla terra il Paradiso, perché il concetto di paradiso è statico, mentre la vita umana è un processo dinamico. L'uomo potrebbe sfuggire i pericoli solo rinunciando all'avventura, abbandonando ciò che caratterizza la condizione umana rispetto al resto degli animali. Fin dalla preistoria, la terra non è mai stata un Giardino dell'Eden, bensì una Valle delle Decisioni in cui l'adattabilità è cruciale per la sopravvivenza.
La terra non è un luogo di riposo. L'uomo è stato creato per combattere, non necessariamente per sé stesso, ma per un continuo processo di crescita emozionale, intellettuale ed etica. Crescere in mezzo ai pericoli è il destino della razza umana, perché questa è la legge dello spirito".

## Riconoscimenti
- Premio dell'International Center New York's Award of Excellence.
- Premio Robert Koch (1960)